# Cedric Clark
Cedric Clark (...) è un ex giocatore di football americano tedesco, che ha giocato come defensive lineman.

## Palmarès
- 1 Europeo (2014)